# Finał Mistrzostw Świata w Piłce Nożnej 1930

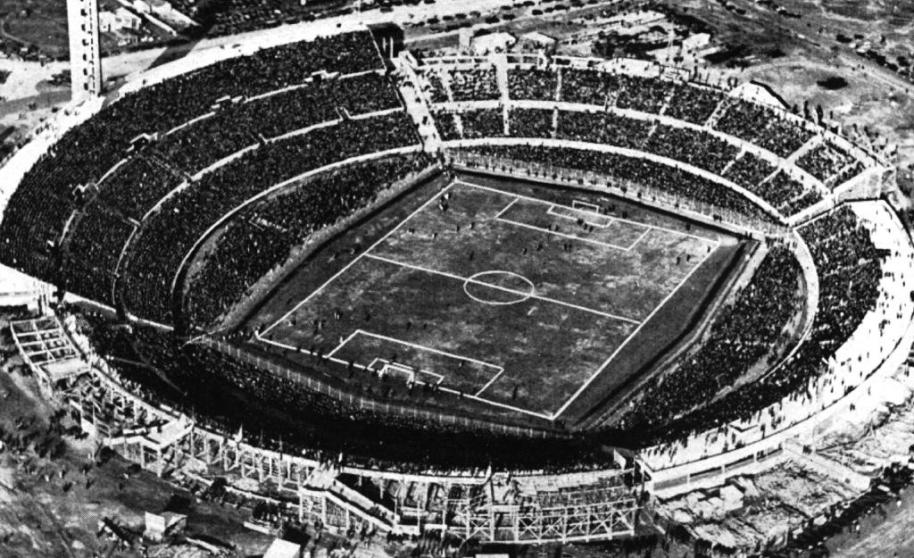
Estadio Centenario, arena meczu finałowego mundialu 1930

Mecz finałowy Mistrzostw Świata w Piłce Nożnej 1930 odbył się 30 lipca 1930 roku o godzinie 15:30 na Estadio Centenario w stolicy Urugwaju, Montevideo. Spotkały się w nim reprezentacja Urugwaju (gospodarze turnieju) z reprezentacją Argentyny. Sędzią tego meczu był Belg, John Langenus. Pierwszym, historycznym mistrzem świata zostali Urugwajczycy, którzy pokonali Argentyńczyków 4:2 po golach Pabla Dorado, José Pedro Cei, Santosa Iriarte i Héctora Castro. Dla Argentyny z kolei bramki zdobywali Carlos Peucelle i Guillermo Stábile.

## Przebieg turnieju

### Argentyna
Argentyna grała w grupie pierwszej. Była to jedyna grupa, w której grały cztery zespoły: oprócz Albicelestes znalazły się w niej także Chile, Francja i Meksyk. Dwa dni po zwycięstwie z Meksykiem, Francja grała z Argentyną, będącą faworytem grupy. Francuzom grę utrudniły kontuzje; bramkarz Thépot musiał opuścić boisko już po 20 minutach, a Laurent kulał przez większą część meczu po brutalnym zagraniu Luisa Montiego. Mimo to, udało im się zachować czyste konto przez prawie całe spotkanie, aż do 81. minuty, kiedy Monti zdobył bramkę z rzutu wolnego. Sędzia Almeida Rego podjął kontrowersyjną decyzję kończąc spotkanie w 84. minucie, w momencie kiedy Francuz Marcel Langiller miał okazję do zdobycia bramki; gra została jednak wznowiona po protestach francuskich graczy. W meczu Argentyny z Meksykiem, podyktowane zostały pierwsze w historii mistrzostw świata rzuty karne. Sędziujący to spotkanie trener Boliwii, Ulises Saucedo dopatrzył się aż pięciu sytuacji kwalifikujących się pod ten stały fragment gry, z czego aż trzy nie były jednoznaczne. W swoim reprezentacyjnym debiucie Guillermo Stábile zdobył hat tricka, a Argentyna wygrała 6:3, mimo nieobecności swojego kapitana Manuela Ferreiry, który pojechał do Buenos Aires, aby zdać egzamin z prawa. O awansie zdecydowało dopiero ostatnie starcie tej grupy, pomiędzy Argentyną i Chile, które wcześniej pokonało Francję i Meksyk. Mecz został niechlubnie zapamiętany dzięki bójce po faulu Montiego na Arturo Torresie. Argentyna wygrała ze swoimi sąsiadami 3:1 i awansowała do półfinału, w którym pewnie pokonała Stany Zjednoczone 6:1.

### Urugwaj
W grupie trzeciej znajdowała się natomiast drużyna gospodarzy Urugwaj oraz Peru i Rumunia. W inauguracyjnym spotkaniu tej grupy po raz pierwszy na mistrzostwach świata zawodnik otrzymał czerwoną kartkę. Był to Peruwiańczyk Plácido Galindo. Rumunia wykorzystała przewagę jednego zawodnika i zdołała wygrać 3:1, strzelając w końcówce dwie bramki. Mecz miał najmniejszą widownię w historii mistrzostw. Oficjalnie spotkanie obserwowało 2459 widzów, jednak ich rzeczywista liczba jest ogólnie przyjęta na około 300. Ze względu na opóźnienia w budowie Estadio Centenario, reprezentacja Urugwaju przez pięć początkowych dni turnieju nie rozgrywała meczów. Pierwsze spotkanie, rozegrane na nowo oddanym obiekcie, zostało poprzedzone obchodami stulecia urugwajskiej niepodległości. Zespół Urugwaju spędził cztery tygodnie przed turniejem na obozie treningowym, na którym panowała ostra dyscyplina. Bramkarz Andrés Mazali został usunięty z drużyny za opuszczenie capstrzyku, w celu odwiedzenia żony. Gospodarze wygrali w wyrównanym pojedynku z reprezentacją Peru 1:0. Urugwajska prasa postrzegała ten wynik jako słaby, natomiast w Peru przyjęto go za sukces. W następnym meczu Urugwajczycy z łatwością pokonali Rumunię, zdobywając wszystkie cztery gole już w pierwszej połowie. W półfinale spotkali się z reprezentacją Jugosławii, którą pokonali 6:1 i pewnie awansowali do wielkiego finału.

## Uczestnicy
vs

### Droga do finału
| Drużyna | Pkt | M | W | R | P | Br+ | Br- | +/- |
| ------- | --- | - | - | - | - | --- | --- | --- |
| Urugwaj | 4   | 2 | 2 | 0 | 0 | 6   | 1   | +5  |
| Rumunia | 2   | 2 | 1 | 0 | 1 | 5   | 2   | +3  |
| Peru    | 0   | 2 | 0 | 0 | 2 | 0   | 8   | -8  |

| Drużyna   | Pkt | M | W | R | P | Br+ | Br- | +/- |
| --------- | --- | - | - | - | - | --- | --- | --- |
| Argentyna | 6   | 3 | 3 | 0 | 0 | 10  | 4   | +6  |
| Chile     | 4   | 3 | 2 | 0 | 1 | 5   | 3   | +2  |
| Francja   | 2   | 3 | 1 | 0 | 2 | 4   | 3   | +1  |
| Meksyk    | 0   | 3 | 0 | 0 | 3 | 4   | 13  | -9  |

## Mecz
| 30 lipca 1930 15:30 | Urugwaj · Dorado 12' · Cea 57' · Iriarte 68' · Castro 89' | 4:2(1:2)Raport | Argentyna · Peucelle 20' · Stábile 37' | Estadio Centenario Montevideo Widzów: 93 tys. Sędzia: John Langenus (Belgia) |
|                     |                                                           |                |                                        |                                                                              |

|                 |  | Enrique Ballestrero |
|                 |  | José Nasazzi (k.)   |
|                 |  | Ernesto Mascheroni  |
|                 |  | José Andrade        |
|                 |  | Lorenzo Fernández   |
|                 |  | Álvaro Gestido      |
|                 |  | Pablo Dorado        |
|                 |  | Héctor Scarone      |
|                 |  | Héctor Castro       |
|                 |  | Pedro Cea           |
|                 |  | Santos Iriarte      |
| Trener:         |  |                     |
| Alberto Suppici |  |                     |

|                                      | Juan Botasso         |
|                                      | José Della Torre     |
|                                      | Fernando Paternoster |
|                                      | Juan Evaristo        |
|                                      | Luis Monti           |
|                                      | Arico Suárez         |
|                                      | Carlos Peucelle      |
|                                      | Francisco Varallo    |
|                                      | Guillermo Stábile    |
|                                      | Manuel Ferreira (k.) |
|                                      | Mario Evaristo       |
| Trenerzy:                            |                      |
| Francisco Olazar Juan José Tramutola |                      |

URUGWAJ
PIERWSZY TYTUŁ